# Neckargau

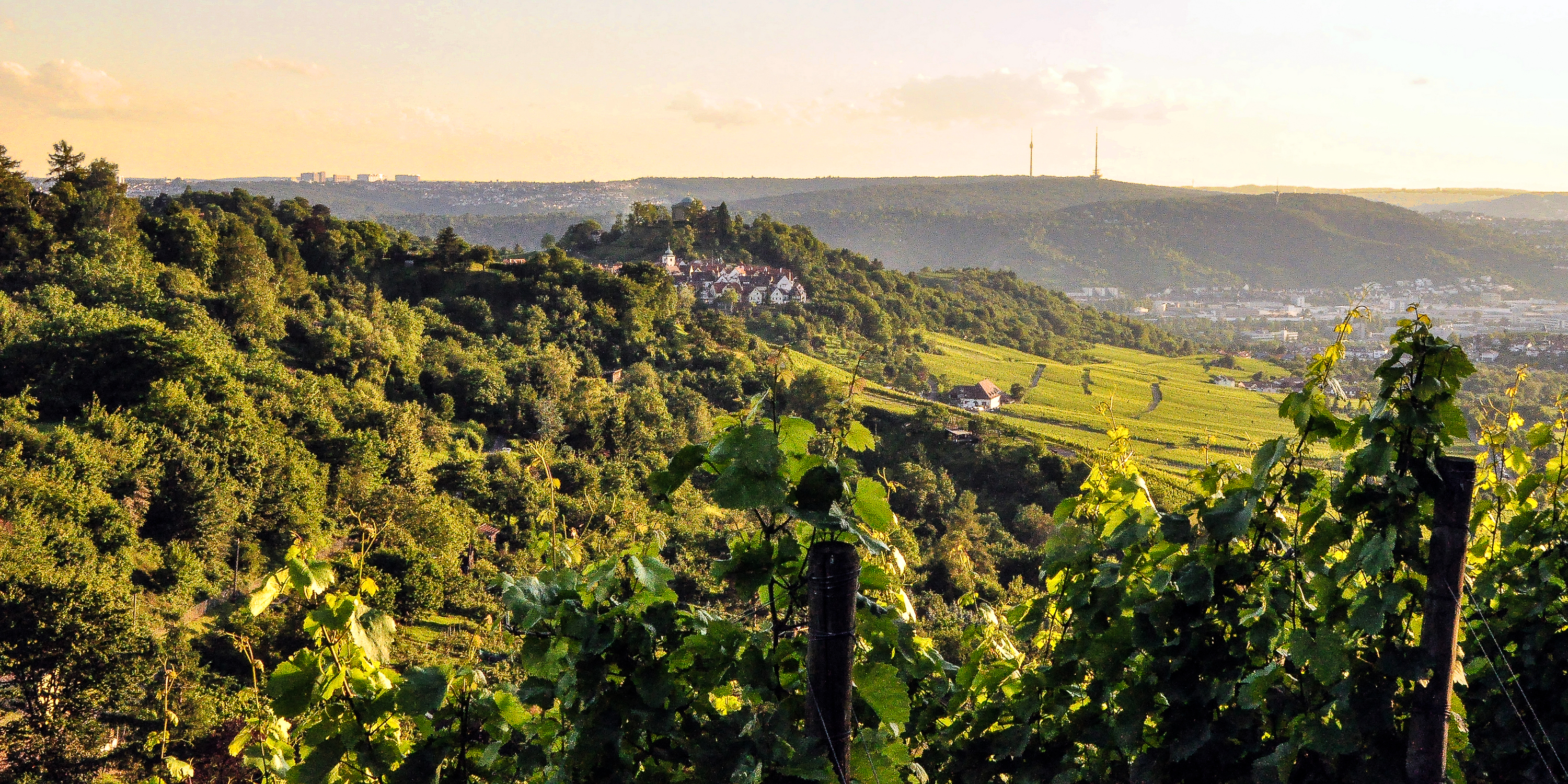
Blick über Württemberg und Neckartal bei Untertürkheim

Der alemannische Neckargau im Mittleren Neckarraum zählt zu den um 750 von dem fränkischen Hausmeier Karlmann in Alemannien eingeführten Gaugrafschaften, die in der Regel nach Flüssen, hier dem Neckar, benannt wurden. Der Herrschaftsbezirk des Neckargaus um die damals herausragenden Orte Esslingen am Neckar und Kirchheim unter Teck ist nicht zu verwechseln mit dem ebenfalls im Lorscher Codex genannten Neckargau in Franken.

## Lage und Entwicklung
Der nicht exakt abgrenzbare Nechragawe in Alamannia reichte ursprünglich wohl von der fränkisch-alemannischen Grenze zwischen Markgröningen und Marbach am Neckar bis an den Albtrauf. Mitunter werden auch die Täler der Lauter und Lindach bis nach Donnstetten auf der Alb mit einbezogen. Eingegrenzt wurde der Neckargau im Nordosten durch den Murrgau, im Osten durch den Pagus Ramesdal (Remstal) und den Filsgau, im Süden durch den Pagus Swiggertal (Ermstal), im Westen und Nordwesten durch den Glemsgau und den Enzgau. Die Abgrenzung im Südwesten ist unklar, könnte naturgemäß aber durch das Ammertal erfolgt sein.
Möglicherweise wurden fränkischer und alemannischer Neckargau ab dem 9. Jahrhundert zu einem Gau zusammengezogen, da sich in Quellen keine differenzierenden Angaben mehr finden. So werden in einer Urkunde Ludwigs des Fommen von 822 „Lauffen und Heilbronn im Neckargau“ erwähnt.
Im Laufe des 12. Jahrhunderts verloren die Gaue und somit auch der Neckargau ihre Bedeutung als politische Bezirke. Der zunehmende „Ausverkauf“ von Reichsgut, die Gaugrenzen ignorierende Territorialpolitik hochadeliger Geschlechter wie der Grafen von Württemberg und die Verwaltungsreform der Staufer hatten sie obsolet gemacht.

## Grafen im Neckargau
In der Zeit von etwa 650 bis 746 soll das Gebiet des Neckargaus von dem Geschlecht der Pleonungen, auf die Namen wie Plieningen oder Pliensau (bei Esslingen) zurückgehen, beherrscht worden sein.
Beim Cannstatter Blutgericht wurde 746 die alemannische Führungsschicht weitgehend eliminiert, das allzu autonom agierende Herzogtum aufgelöst und das alemannische Territorium in Gaugrafschaften gegliedert. Als Gaugrafen soll der karolingische Hausmeier Karlmann überwiegend fränkische, aber auch loyale alemannische Adlige eingesetzt haben.
Im 11. Jahrhundert erhielten die Grafen Werner die Gaugrafschaft im Neckargau, die ursprünglich im Thurgau und dann insbesondere in Hessen reich begütert waren. Als Vorstreiter der mit ihnen verwandten salischen Könige waren sie zudem Träger der Reichssturmfahne und Grafen von Grüningen.
Nach dem Tod von „Graf Werner II. vom Neckargau“ in der Schlacht bei Civitate (1053) und nochmals bis etwa 1072 übernahm Eberhard VI. von Nellenburg, genannt der Selige, jeweils als Vormund von Graf Werner III. und Graf Werner IV. die Verwaltung des Neckargaus. Danach lag die Grafschaft bis zu seinem Ableben 1121 in den Händen von „Graf Werner IV. von Grüningen“.
Dessen Nachfolge traten im Neckargau vermutlich die Staufer an, denen wiederum die mit den Wernerschen Grafen verwandten Württemberger die Führungsrolle in diesem Raum streitig machen sollten. Reichlich päpstliches Geld, die Aussicht auf staufisches Hausgut im Neckargau und die Zusage, die Staufer als Herzöge von Schwaben beerben zu können, bewogen die verwandten Grafen  Ulrich I. von Württemberg und Hartmann II. von Grüningen, unmittelbar vor der entscheidenden Schlacht an der Nidda gegen den von Papst Innozenz IV. zum Gegenkönig erhobenen Landgrafen Heinrich Raspe IV. mit rund 2000 schwäbischen Gefolgsleuten die Partei zu wechseln. Somit wendeten sie das Blatt, zwangen den vermeintlich überlegenen Staufer-König und schwäbischen Herzog Konrad IV. in die Flucht und schufen damit die Grundlage für den Ausbau der württembergischen Territorialherrschaft.